# Amphithéâtre du parc Łazienki (Varsovie)
L'amphithéâtre du parc Łazienki (polonais : Amfiteatr w Łazienkach Królewskich) est un amphithéâtre situé dans le parc Łazienki à Varsovie, dans l'arrondissement de Śródmieście, à Varsovie.

## Sources
- (pl) Cet article est partiellement ou en totalité issu de l’article de Wikipédia en polonais intitulé « Amfiteatr w Łazienkach Królewskich » (voir la liste des auteurs).